# Pomadasys incisus
O roncador (Pomadasys incisus), também conhecido por Boca Doce (na zona da albufeira), é uma espécie de peixe da família dos hemúlidos e da ordem dos perciformes.

## Distribuição geográfica
Habita no Mediterrâneo ocidental e o Atlântico oriental, desde o Estreito de Gibraltar até Angola. Pode também ser encontrado na costa algarvia.

## Morfologia
Os machos podem alcançar os 50 cm de comprimento total. O corpo é oval e comprimido lateralmente. A cabeça é grande, comprida e corresponde a um terço do comprimento total. Os olhos são grandes. A boca é pequena e obliqua. Apresenta uma fenda na aleta dorsal entre os raios duros e os brandos. As aletas pectorais encontram-se à mesma altura que as pelvianas. A aleta caudal é escotada. O dorso é amarelado. O ventre é prateado. Tem uma mancha preta no opérculo.

## Habitat
É demersal e permanece próximo à costa, até 50 metros de profundidade, em fundos rochosos e arenosos. Pode ser encontrado em cavernas com fundo arenoso.

## Comportamento
É gregario e forma cardumes muito numerosos. Emite sons quando roza os ósos farínxeos, de modo que a vexiga natatoria actua como amplificador.

## Alimentação
Alimenta-se de pequenos invertebrados.

## Reprodução
Reproduzem-se no verão.